# Pauwagadhi
Pauwagadhi (nepalski: पौवागढी) – gaun wikas samiti w zachodniej części Nepalu w strefie Seti w dystrykcie Bajhang. Według nepalskiego spisu powszechnego z 2011 roku liczył on 366 gospodarstw domowych i 1962 mieszkańców (1084 kobiety i 878 mężczyzn).